# HD 171978
HD 171978 (e Serpentis) é uma estrela na direção da Serpens. Possui uma ascensão reta de 18h 37m 35.95s e uma declinação de −00° 18′ 33.9″. Sua magnitude aparente é igual a 5.76. Considerando sua distância de 644 anos-luz em relação à Terra, sua magnitude absoluta é igual a −0.72. Pertence à classe espectral A2V.